# Planet Hulk (film)
Planet Hulk è un film d'animazione direct-to-video del 2010, diretto da Sam Liu, prodotto dai Marvel Studios e distribuito da Lions Gate Entertainment. La pellicola è basata sull'omonimo arco narrativo realizzato da Greg Pak e Carlo Pagulayan con protagonista Hulk, personaggio dei fumetti Marvel Comics. In Italia il film è stato mandato in onda da Cartoon Network insieme a Hulk vs.
Nel film appaiono anche gli altri personaggi come Korg, il Re Rosso, Beta Ray Bill, Adam Warlock, gli Skrull, Thor e gli Illuminati (Iron Man, il Dottor Strange, Mister Fantastic e Freccia Nera).

## Trama
L'incredibile Hulk, espulso dalla Terra in una navicella spaziale, precipita su un pianeta governato dal malvagio tiranno Re Rosso, che lo costringe a combattere in un'arena contro altre potentissime creature. Con riluttanza, Hulk fa amicizia con i combattenti della sua squadra.

## Marvel Animated Features
Questo film fa parte della Marvel Animated Features (MAF), una serie di otto film d'animazione direct-to-video realizzati da MLG Productions, una joint venture tra Marvel Studios (successivamente Marvel Animation) e Lions Gate Entertainment.
- 2006: Ultimate Avengers (Ultimate Avengers: The Movie)
- 2006: Ultimate Avengers 2 (Ultimate Avengers 2: Rise of the Panther)
- 2007: L'invincibile Iron Man (The Invincible Iron Man)
- 2007: Dottor Strange - Il mago supremo (Doctor Strange: The Sorcerer Supreme)
- 2008: Next Avengers - Gli eroi di domani (Next Avengers: Heroes of Tomorrow)
- 2009: Hulk Vs. (Hulk Versus)
- 2010: Planet Hulk
- 2011: Thor: Tales of Asgard